# Gazdaság és Jog
A Gazdaság és Jog magyarországi gazdasági jogi szakmai folyóirat. 1992 nyarán jelent meg először. Szerkesztőgárdája meglehetősen stabil. Alapító főszerkesztője Sárközy Tamás volt, aki 2020-ban hunyt el. 

## Előzményei
Magyarországon korábban két olyan folyóirat jelent meg, amely kifejezetten gazdasági jogi kérdésekkel foglalkozott: 1947 és 1949 között jelent meg a Gazdasági jog és 1960 és 1972 között jelent meg a Döntőbíráskodás.

## Szerzői
- Balog Lajosné,
- Gadó Gábor,
- Komáromi Gábor,
- Pázmándi Kinga 2020-tól főszerkesztőként
- Radnay József,
- Sárközy Tamás 2020-ig főszerkesztőként
- Szentiványi Iván,
- Wellmann György,
- Zsohár András,